# Xian de Suijiang
Le xian de Suijiang (绥江县 ; pinyin : Suíjiāng Xiàn) est un district administratif de la province du Yunnan en Chine. Il est placé sous la juridiction de la ville-préfecture de Zhaotong.

## Démographie
La population du district était de 150 125 habitants en 1999.